# Baron Castle Coote
Baron Castle Coote, in the County of Roscommon, ist ein erblicher britischer Adelstitel in der Peerage of Ireland.

## Verleihung und weitere Titel
Der Titel wurde am 31. Juli 1800 für Charles Henry Coote, 7. Earl of Mountrath, geschaffen. Diese Verleihung erfolgte mit dem besonderen Zusatz, dass dieser Titel in Ermangelung eigener legitimer männlicher Nachkommen auch an seinen entfernten Verwandten, Charles Henry Coote (1754–1823), vererbbar seien.
Er hatte bereits 1744 den von seinem Vater dessen Titel als 7. Earl of Mountrath, 7. Viscount Coote und 7. Baron Coote, of Castle Cuffe geerbt.
Da dieser 7. Earl unverheiratet blieb und keine legitimen Nachkommen hinterließ, erloschen seine Peerwürden mit seinem Tod am 2. März 1802, mit Ausnahme der Baronie Castle Coote, die gemäß der besonderen Erbregelung an den vorgenannten Charles Henry Coote als 2. Baron fiel. Die Baronie erlosch schließlich beim kinderlosen Tod von dessen jüngstem Sohn, dem 3. Baron, am 24. März 1827.

## Liste der Barone Castle Coote (1800)
- Charles Henry Coote, 7. Earl of Mountrath, 1. Baron Castle Coote (1725–1802)
- Charles Henry Coote, 2. Baron Castle Coote (1754–1823)
- Eyre Coote, 3. Baron Castle Coote (1793–1827)